# Aristonic (eunuc)
Aristonic (en grec antic: Ἀριστόνικος, llatí: Aristonicus) fou un eunuc de Ptolemeu V Epífanes, comprat pel rei quan era molt jove. El 185 aC quan van esclatar disturbis contra el rei, Aristonic va anar a Grècia i va reclutar mercenaris pel seu senyor.